# Brittany Byrnes
Brittany Byrnes (Sydney, 31 juli 1987) is een Australisch actrice.
Ze is vooral bekend van haar rol in de televisiefilm Little Oberon uit 2005, alsook haar bijrol in het tweede seizoen van de televisieserie H2O: Just Add Water tussen 2007 en 2008.

## Biografie
Byrnes begon reeds als vierjarige met dans. Ze is geoefend in jazz, tapdansen en ballet. Op haar zevende ging ze ook acteren: ze speelde de kleindochter van boer Hoggett in de film Babe. Ze speelde vervolgens in verschillende Australische televisieseries en -films, waaronder enkele afleveringen van de ziekenhuisserie All Saints en in het tweede seizoen van de jeugdserie H2O: Just Add Water. Voorts heeft ze ook meegespeeld in verschillende theaterstukken.